# Gita-Govinda

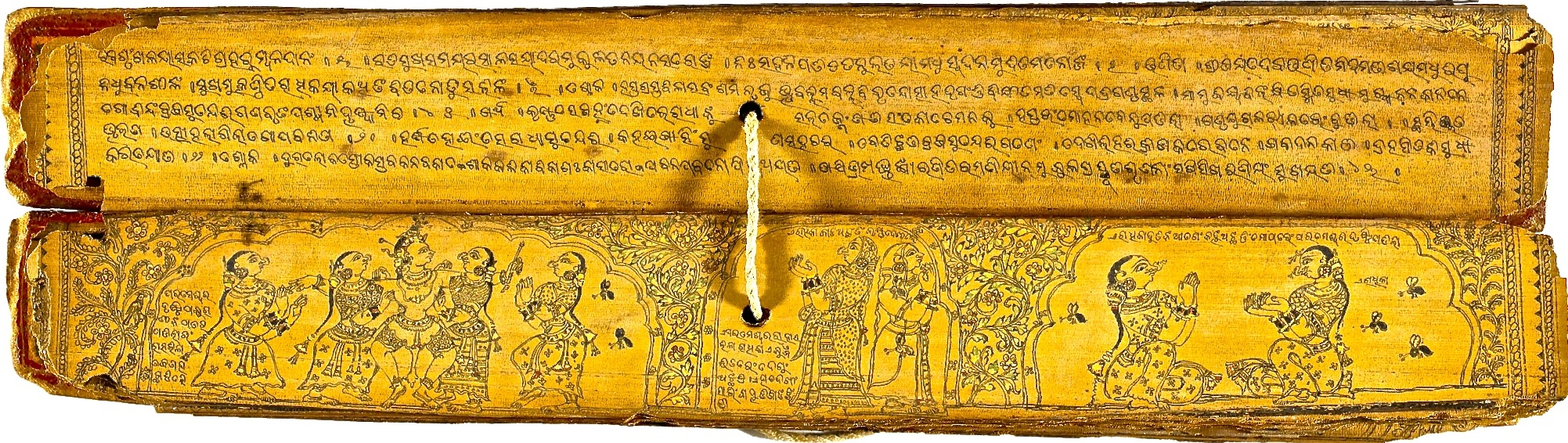
Manuscrit du Gita-Govinda du XVIIIe siècle. Orissa, encre sur feuilles de latanier.

Le Gita-Govinda (bengali : গীতগোবিন্দ, oriya : ଗୀତ ଗୋବିନ୍ଦ, Devanagari : गीतगोविन्द, Chant de Govinda) est un célèbre poème de l'hindouisme, dû à Jayadeva, remarquable tant par la forme que par le fond.

## Description
Écrit par Jayadeva au XIIe siècle, ce chant est une œuvre magnifique pour son sanskrit élaboré, auquel a été rajoutée une musique. Elle a tout de suite séduit les croyants de l'Est de l'Inde. Elle est chantée depuis des siècles dans certains temples.
L'histoire se passe entre deux jeunes divinités qui gardent des vaches : Krishna et Radha. Sur le fond, pour les théologiens, elle symbolise l'amour des dévots (Radha) pour dieu (Krishna), et la recherche par le Seigneur de fidèles.

## Traductions en français
- Jayadeva (trad.  inédite par Dominique Wohlschlag, préf. de Benoît Gorlich), Paris, Albin Michel, 2023, 176 p.  (ISBN 978-2-226-48879-4)
- (fr) Gita Govinda. Les amours de Krishna, version française de François Di Dio, Parvati Gosh, Nicole Ménant, vignettes originales d’Élie Grékoff, précédé de « Sur quelques thèmes érotiques et mystiques de la Gita Govinda », par Marguerite Yourcenar Petit in-4° broché sous jaquette et Rhodoïd. Non paginé. 27 planches N/B. Éditions Émile-Paul, 1957.
- Le Gīta-Govinda. Pastorale de Jayadeva  (trad. par Gaston Courtellier, préf. de Sylvain Lévi), Paris, L'Asiathèque, 1977 (1re éd. 1904), X + 83
- Jayadeva (trad. du sanskrit et préf. par Jean Varenne), Gîta-Govinda, Monaco, Éditions du Rocher/UNESCO, 1991, 207 p. (ISBN 2-268-01204-2)
- La Rivière noire, adaptation du Gita-Govinda en bande dessinée, dessins de France Renoncé, Éditions Dominique Leroy, 1986, 36 planches  (ISBN 2-86688-161-3).